# Sing Along
Sing Along è un singolo del gruppo musicale statunitense Blue Man Group, pubblicato il 6 giugno 2003 come terzo estratto dal secondo album in studio The Complex.
Il singolo ha visto la collaborazione del cantante statunitense Dave Matthews.